# 大路りせ
大路 りせ（おおじ りせ、11月13日 - ）は、宝塚歌劇団宙組に所属する男役スター。
愛知県名古屋市、椙山女学園中学校出身。身長172cm。愛称は「りり」、「りー」。

## 来歴
2017年、宝塚音楽学校入学。
2019年、音楽学校卒業後、宝塚歌劇団に105期生として入団。入団時の成績は25番。宙組公演「オーシャンズ11」で初舞台。その後、宙組に配属。
2023年、真風涼帆・潤花トップコンビ退団公演となる「カジノ・ロワイヤル」で、新人公演初主演。

## 主な舞台

### 初舞台
- 2019年4 - 5月、宙組『オーシャンズ11』（宝塚大劇場）

### 宙組時代
- 2019年6 - 7月、『オーシャンズ11』（東京宝塚劇場）
- 2019年11 - 2020年2月、『El Japón（エル ハポン）-イスパニアのサムライ-』『アクアヴィーテ（aquavitae）!!』
- 2020年8月、『壮麗帝』（ドラマシティ） - シナン
- 2020年11 - 2021年2月、『アナスタシア』[注釈 1]
- 2021年4月、『夢千鳥』（バウホール） - 学生／若い衆
- 2021年6 - 9月、『シャーロック・ホームズ-The Game Is Afoot!-』 - コンシェルジュ、新人公演：G・レストレード警部（本役：和希そら）『Délicieux（デリシュー）!-甘美なる巴里-』
- 2021年11 - 12月、『バロンの末裔』『アクアヴィーテ（aquavitae）!!』（全国ツアー）
- 2022年2 - 3月、『NEVER SAY GOODBYE』（宝塚大劇場）
- 2022年4 - 5月、『NEVER SAY GOODBYE』（東京宝塚劇場） - 新人公演：ビル・グラント／ココナツ・ボーイ（本役：瑠風輝）
- 2022年6月、『FLY WITH ME（フライ ウィズ ミー）』（東京ガーデンシアター）
- 2022年8 - 11月、『HiGH&LOW-THE PREQUEL-』 - ミチオ、新人公演：スモーキー（本役：桜木みなと）『Capricciosa（カプリチョーザ）!!』
- 2023年1月、『夢現（ゆめうつつ）の先に』（バウホール） - 店員フランク／黒い影
- 2023年3 - 6月、『カジノ・ロワイヤル〜我が名はボンド〜』 - 新人公演：ジェームズ・ボンド（本役：真風涼帆） 新人公演初主演[4][2]
- 2023年7 - 8月、『Xcalibur エクスカリバー』（東京建物 Brillia HALL） - アスガル／ガラハード
- 2023年9月、『PAGAD（パガド）』 - ニコラ『Sky Fantasy!』（宝塚大劇場のみ）
- 2024年6 - 8月、『Le Grand Escalier-ル・グラン・エスカリエ-』
- 2024年10月、『MY BLUE HEAVEN-わたしのあおぞら-』（バウホール） - 檀英二（ダニエル）
- 2025年1 - 4月、『宝塚110年の恋のうた』『Razzle Dazzle（ラズル ダズル）』 - 警官1、新人公演：シャーリーン・ムーア（本役：瑠風輝）
- 2025年6 - 7月、『RED STONE』（KAAT神奈川芸術劇場・ドラマシティ） - パディ
- 2025年9 - 2026年1月、『PRINCE OF LEGEND』 - 久遠誠一郎、新人公演：朱雀奏（本役：桜木みなと）新人公演主演『BAYSIDE STAR』